# Orjúzako
Orjúzako (japonsky 折生迫駅, Orjúzako-eki) je neobsazená železniční stanice společnosti JR Kjúšú na trati Ničinan. Zastavují zde osobní i spěšné vlaky.